# Igor Malai
Igor Tudor Malai (n. 10 februarie 1968, satul Grădiște, raionul Cimișlia) este un colonel moldovean, care îndeplinește în prezent funcția de viceministru al Apărării (din 2008). 

## Biografie
Igor Tudor Malai s-a născut la data de 10 februarie 1968, în satul Grădiște (raionul Cimișlia). A urmat cursurile Școlii militare superioare din Toliatti (Federația Rusă) (1984-1988) și apoi cursuri postuniversitare la Colegiul de Studii de Securitate "George Marshall" din Garmisch-Partenkirchen (Germania) în 2004.
După absolvirea Școlii militare superioare, și-a efectuat serviciul militar în cadrul Forțelor Armate ale URSS la diferite funcții de comandă (1988-1992). Revenit în Republica Moldova în anul 1992, a activat în cadrul organelor administrative militare al DAM.
În anul 1999, este numit în funcția de șef de secțiune în cadrul Direcției Mobilizare a Marelui Stat Major, apoi în 2001 devine șef al cancelariei și locțiitor al șefului Aparatul Ministerului Apărării. Între anii 2005-2008, colonelul Malai a îndeplinit funcția de inspector general, șef al Direcției Inspecție Generală a Ministerului Apărării.
La data de  17 aprilie 2008, în baza Decretului Președintelui Republicii Moldova nr.1616, colonelul Igor Malai a fost numit  în funcția de viceministru al apărării din Republica Moldova, la propunerea cabinetului condus de Zinaida Greceanîi .Prin Decretul Prezidențial nr.54 din 11.11.2009 în temeiul art.88 din Constituția Republicii Moldova, este destituit din funcția de viceministru al apărării. Se află în rezerva Armatei Naționale.
Este căsătorit și are trei copii.